# Fragaria virginiana
Fragaria virginiana là một trong hai loài dâu tây hoang dã đã được lai tạo thuần hóa trở thành giống cây trồng. Phạm vi tự nhiên của loài cây dâu này giới hạn chỉ ở Bắc Mỹ, mặc dù một giống phổ biến có tên là "Little Scarlet" được trồng ở Anh, chúng đã được nhập khẩu từ Hoa Kỳ vào đầu những năm 1900.
Loài dâu này phân bố ở những vùng đồng cỏ đất đen ẩm ướt, bìa rừng, khu vực đá vôi. Chúng mọc thường không quá xa các khu rừng. Loài sống dưới ánh mặt trời chói chang, một ít ở chỗ bóng râm. Chúng có thể chịu được bóng râm khi chúng bắt đầu sinh trưởng vào đầu mùa xuân. Loài dâu này rất thích đất màu mỡ và điều kiện ẩm ướt. Ngoài ra cũng có thể phát triển trong các khu vực bị xáo trộn sinh thái.

## Phân loài
Dâu này thuộc họ Rosaceae.
Có 4 phân loài đã được công nhận
- Fragaria virginiana phân loài glauca (còn được biết đến là F. ovalis)
- Fragaria virginiana phân loài grayana
- Fragaria virginiana phân loài platypetala
- Fragaria virginiana phân loài virginiana

## Tế bào học

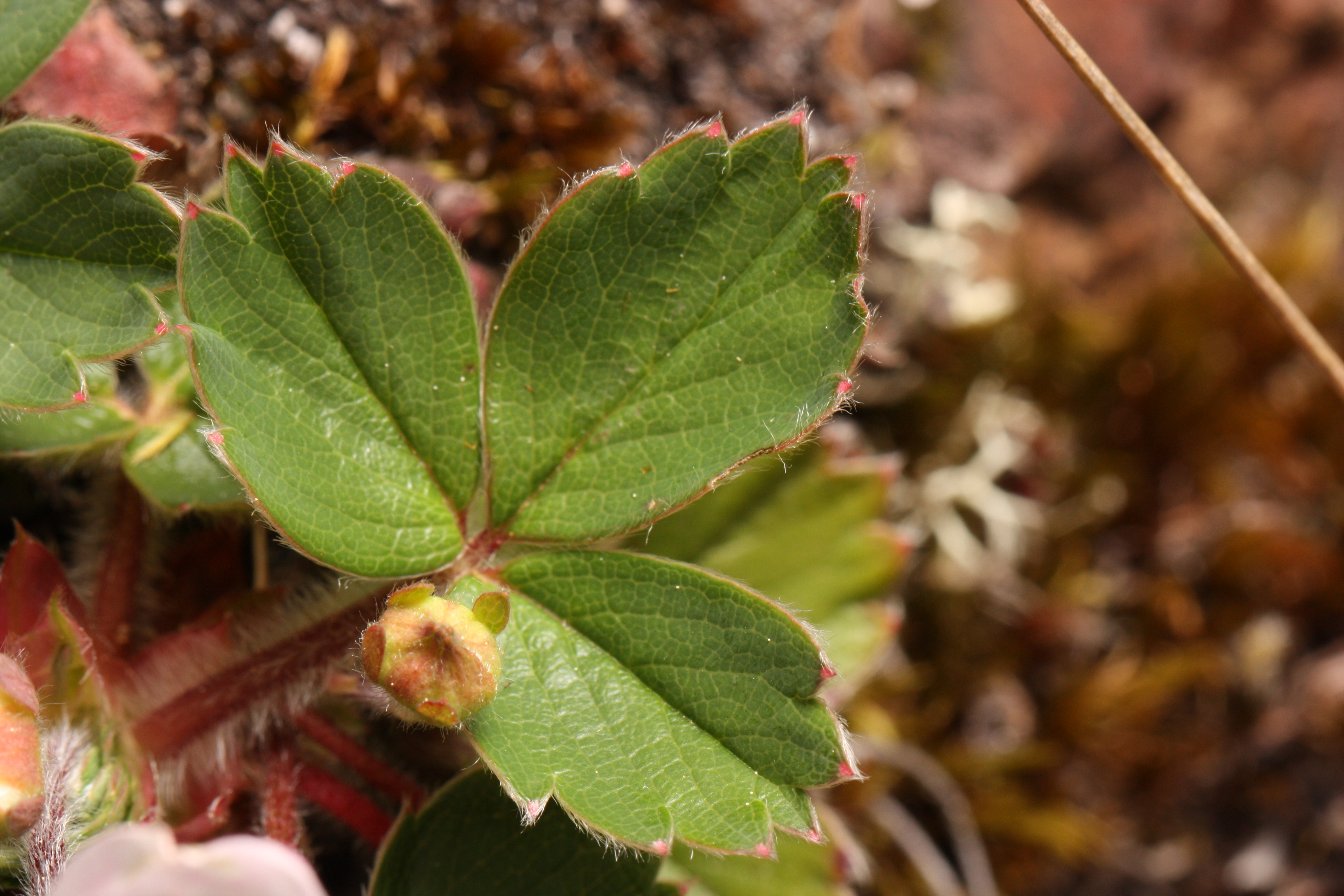
Fragaria virginiana platypetala thường có mật độ dày đặc và lan rộng hoa và lá của chúng.

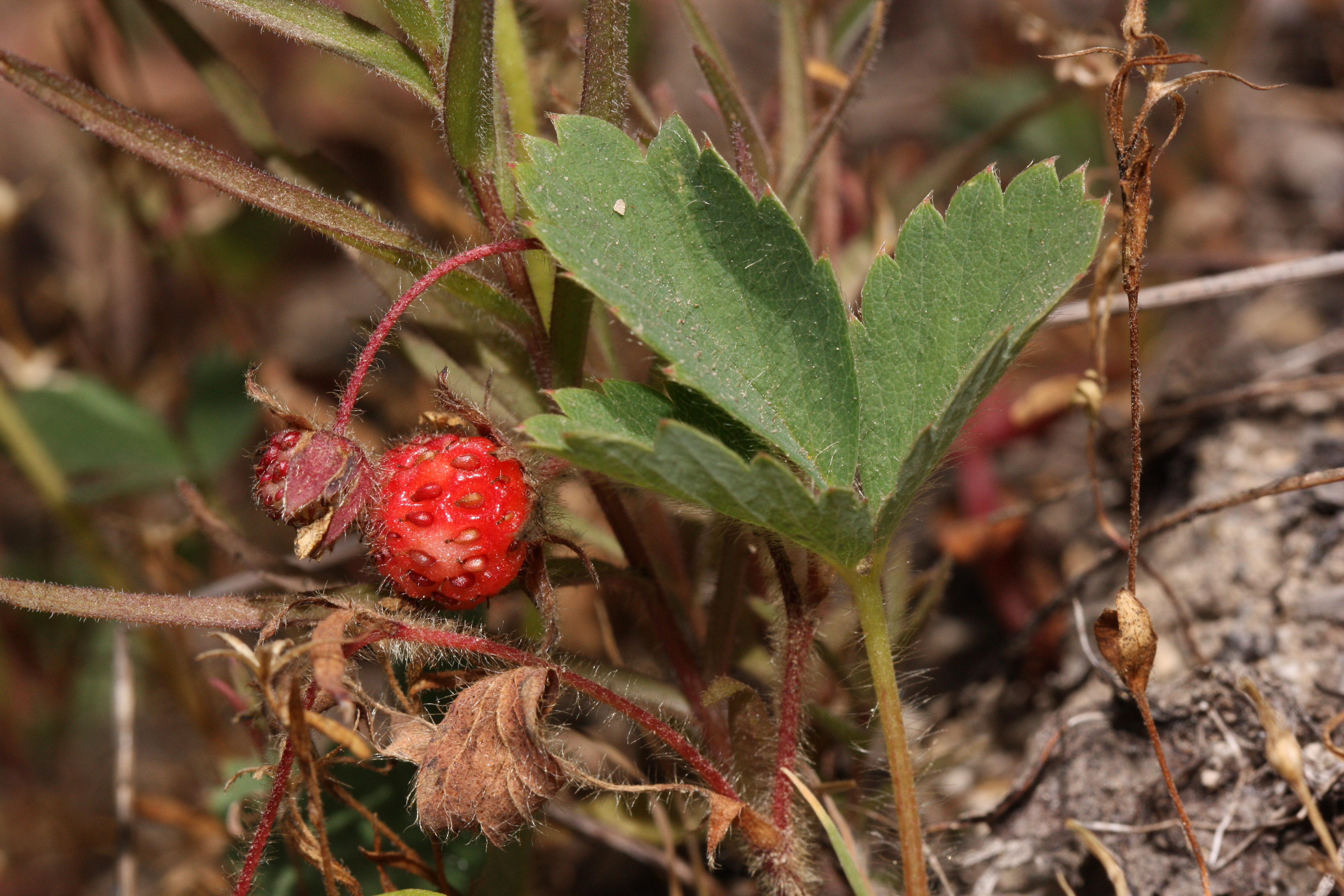
Quả có màu đỏ, phần thịt trái rải rác các chấm nhỏ màu sẫm.

Dâu tây có bộ nhiễm sắc thể đơn bội là 7 nhiễm sắc thể. Fragaria virginiana là thể đa bội, có 8 bộ nhiễm sắc thể đơn bội tức tổng số 56 (8n = 56). Tám bộ gen thuộc bốn bộ riêng biệt, hai loại khác nhau, và có rất ít hoặc không có cặp gen nào giữa các bộ. Thành phần bộ gen của các loài dâu tây thể đa bội thường được chỉ định là AAA'A'BBB'B '. Bộ gen loại A có khả năng được đóng góp bởi tổ tiên lưỡng bội liên quan đến loài Fragaria vesca hoặc các loài tương tự, trong khi bộ gen loại B dường như có nguồn gốc từ một họ hàng gần của Fragaria iinumae. Quá trình lai tạo và quá trình hình thành loài của các loài dâu tây thể đa bội vẫn chưa được biết, nhưng có thể cấu trúc bộ gen của cả Fragaria chiloensis và Fragaria virginiana (và bằng cách mở rộng cả dâu tây đa bội được trồng) cũng giống hệt nhau.
Xem thêm mục "Dâu tây" ở trang Số nhiễm sắc thể ở các loài.

## Đặc trưng
Fragaria virginiana còn được gọi là dâu dại. Nó có thể cao tới 4 inch. Đặc điểm lá của nó thường bao gồm ba lá trong một cuống lá và lá của chúng có màu xanh lá cây. Mỗi lá rời dài khoảng 3 inch và rộng 1,5 inch. Lá có hình bầu dục và có răng thô dọc theo cạnh ngoại trừ gần phía dưới. Loài có một bông hoa trắng năm cánh với nhiều phần ở giữa bao phấn màu vàng. Có mười lá đài màu xanh lá cây kích thước nhỏ nằm dưới cánh hoa. Hạt của loài được phát triển từ một nhụy hoa ở giữa của hoa sẽ lớn thành các chấm nhỏ màu sẫm trên quả dâu tây. Hạt nảy mầm kém. Quả của dâu dại nhỏ hơn quả dâu trồng vườn (Fragaria × ananassa). Về mặt sinh học, quả được phân loại là quả giả kết hợp, nhưng nó thường được gọi là quả mọng. Một nghiên cứu cho thấy F.virginiana có thể sinh sản cả vô tính và hữu tính.